# Birmingham Six
Die Birmingham Six waren sechs Männer, Hugh Callaghan, Patrick Joseph Hill, Gerard Hunter, Richard McIlkenny, William Power und John Walker, die 1975 fälschlicherweise für IRA-Bombenanschläge im britischen Birmingham zu lebenslangen Freiheitsstrafen verurteilt worden waren. Die Urteile wurden nach nahezu 16 Jahren am 14. März 1991 durch ein Berufungsgericht aufgehoben und die zu Unrecht Inhaftierten freigelassen. Die sechs Verurteilten erhielten später Entschädigungszahlungen zwischen 840.000 und 1,2 Millionen Pfund Sterling.
Der Fall ging wie die ähnlich gelagerten der Guildford Four und Maguire Seven als einer der größten Justizskandale in die britische Rechtsgeschichte ein.

## Bombenanschläge von Birmingham
Am 21. November 1974 platzierte vermutlich die IRA Bomben vor einer Bankfiliale und in den Pubs Mulberry Bush und Tavern in the Town im englischen Birmingham. Während die Zündung der Bombe nahe der Bankfiliale fehlschlug, explodierten um 20:25 Uhr und 20:27 Uhr die Bomben in den Pubs und rissen 21 Menschen in den Tod (zehn im Mulberry Bush, elf im Tavern in the Town), weitere 161 Menschen wurden verletzt. Diese Anschläge gehören zu den schwersten, die jemals von der IRA auf den britischen Inseln verübt wurden.

## Verhaftungen und Verhöre
Alle sechs verhafteten Männer waren römisch-katholischen Glaubens und in Nordirland geboren, lebten aber bereits seit den 1960ern in Birmingham. Fünf der sechs (Hill, Hunter, McIlkenny, Power und Walker) verließen am frühen Abend des 21. Novembers, kurz vor den Explosionen, per Zug Birmingham, um in Belfast an der Beerdigung eines IRA-Mitglieds, das bei einem fehlgeschlagenen Bombenanschlag in Coventry ums Leben gekommen war, teilzunehmen. Der sechste, Callaghan, verabschiedete die anderen am Bahnhof.
In Heysham wurden die fünf Reisenden gemeinsam mit anderen im Zug von der Polizei kontrolliert, gaben dabei jedoch nicht den wahren Zweck ihrer Reise an, was im späteren Prozess gegen sie verwendet werden sollte. Während der Kontrolle wurde die Polizei über die Bombenanschläge in Birmingham informiert. Darauf angesprochen, stimmten die fünf Männer zu, sich auf der Polizeistation von Morecambe forensischen Tests zu unterziehen.
Am Morgen des 22. November, nach den forensischen Tests, Verhören und auch Misshandlungen durch Polizeibeamte in Morecambe, wurden die Männer einer auf Terrorismus spezialisierten Polizeieinheit übergeben. William Power gab an, später auch in Birmingham von Polizeibeamten angegriffen worden zu sein. Der in Birmingham gebliebene Callaghan wurde am Abend des 22. Novembers ebenfalls verhaftet. Unter anderem aufgrund der oben beschriebenen Misshandlungen belasteten sich die sechs Verhafteten in den Verhören selbst und legten Geständnisse ab.

## Prozess
Am 12. Mai 1975 wurden die zu diesem Zeitpunkt schon als Birmingham Six bekannten Männer des Mordes und der Verschwörung zur Herbeiführung von Sprengstoffexplosionen sowie drei weitere Männer wegen Verschwörung und des Besitzes von Sprengstoff angeklagt. Der Prozess selbst begann am 9. Juni 1975 im Lancaster Castle unter Vorsitz des Richters Nigel Bridge.

### Forensische Beweise
Die Anklagevertretung legte dar, dass bei Hill und Power ein Test mit dem Grieß’schen Reagenz eindeutig Sprengstoffspuren nachgewiesen habe. Die gleiche Untersuchung sei bei Callaghan, Hunter, McIlkenny und Walker negativ ausgefallen. Der Staatsanwalt ergänzte seine Ausführungen um den Hinweis, dass mit den Ergebnissen zu 99 Prozent sicher sei, dass Hill und Power mit Sprengstoff hantiert hätten. Der vorsitzende Richter zeigte sich gegenüber diesen Ausführungen sehr aufgeschlossen und maß ihnen bei der Urteilsfindung ein hohes Gewicht zu. Eine später im Rahmen der Berufungsverhandlungen durchgeführte Gaschromatographie fiel bei Hill negativ aus und ergab bei Power solch widersprüchliche Ergebnisse, dass eine Verwendung vor Gericht nicht zulässig war.

### Aussagen
Es gab kaum belastbare Aussagen gegen die Birmingham Six. In erster Linie gründete sich die Anklage auf die eigenen Aussagen beziehungsweise Geständnisse der Verhafteten und auf Nachforschungen der Polizei und Anklagebehörde, die unter anderem John Walker Kontakte zu IRA-Mitgliedern nachwies, jedoch keine Verbindungen zu den Bombenanschlägen von Birmingham bewies.
Die Geständnisse durften auf Anweisung des Richters jedoch nicht primär zur Urteilsfindung herangezogen werden, weil sie offenbar unter Anwendung von Gewalt zustande gekommen waren. Richter Bridge gründete diese Anweisung auf die Tatsache, dass die sechs Inhaftierten am 28. November 1974 bei einem Haftprüfungstermin zahlreiche Verletzungen und Anzeichen massiver Gewaltanwendung aufwiesen. Mehrere in der Folge eingeleitete Ermittlungen und gar Anklagen gegen Gefängnisbeamte und Polizisten blieben ohne Ergebnis oder Verurteilung.

### Urteil
Nach der Beweisaufnahme und den Plädoyers sowie den Einschätzungen des Richters befand eine Jury die sechs Männer trotz der offenbar unter Gewaltanwendung entstandenen Geständnisse des mehrfachen Mordes für schuldig. Richter Bridge verurteilte die sechs Männer daraufhin am 15. August 1975 zu jeweils 21 lebenslangen Freiheitsstrafen.

## Berufung
Die Birmingham Six legten nach der Urteilsverkündung bereits im März 1976 Berufung gegen die Urteile ein. Diese Berufung wurde jedoch abgewiesen. Lord Denning, der oberste Appellationsrichter, lehnte 1980 eine Wiederaufnahme des Verfahrens strikt ab. Seine Begründung war: „Sollten die sechs den Fall gewinnen, dann würde das ja bedeuten, dass die Polizei des Meineids schuldig war, dass sie sich der Gewaltanwendung und der Bedrohung schuldig machte, dass die Geständnisse unfreiwillig und die Urteile ein Irrtum waren.“ Dies sei aber „eine so erschreckende Perspektive“, dass man den Fall besser nicht aufrollen solle.  In der Folge nahm sich der Journalist und spätere Parlamentsabgeordnete Chris Mullin des Falls an und untersuchte ihn für eine Fernsehdokumentation, die die ernsthaften Zweifel an der Rechtmäßigkeit der Urteile herausstellte. In seinem aus den Nachforschungen resultierenden Buch Error of Judgment – The Truth About the Birmingham Pub Bombings analysierte er den Fall detailliert und legte Beweise für die Unschuld der Birmingham Six dar. Innenminister Douglas Hurd wies den Fall daraufhin erneut einem Berufungsgericht zu. Nach einer sechswöchigen Anhörung vor dem Berufungsgericht bestätigten die Richter im Januar 1988 jedoch die ursprünglichen Urteile.
In den folgenden Jahren entwickelte sich ein großes mediales Interesse am Fall der Birmingham Six. In verschiedenen Fernsehdokumentationen, Artikeln und Essays wurden immer wieder Beweise für die Unschuld der Verurteilten gesammelt und präsentiert. Unter anderem bedingt durch diese Veröffentlichungen kam es immer häufiger zu Demonstrationen, die die Freilassung der Six forderten.
Der öffentliche Druck führte dazu, dass es im Jahre 1991 erneut zu einer Berufungsverhandlung kam. Die Birmingham Six wurden dabei von namhaften Rechtsanwälten, beispielsweise der Bürgerrechtsanwältin Gareth Peirce, vertreten, die im Rahmen der Verhandlung neues Beweismaterial präsentierten. Dieses Material zeigte, dass die Polizei nicht nur Beweise frei erfunden, sondern dem Gericht im Jahre 1975 auch entlastende Aussagen vorenthalten hatte. Des Weiteren wurden durch die oben beschriebenen neuen Analysen die ursprünglichen forensischen Beweise als ungültig dargestellt. Aufgrund der neuen Beweislage wurden die Urteile aufgehoben und die Birmingham Six freigelassen.

## Konsequenzen
Die Kassation der Urteile, der offensichtliche Justizirrtum und ähnlich gelagerte Fälle veranlassten das britische Innenministerium 1991 zur Einsetzung einer Kommission zur Überprüfung der britischen Strafverfolgung. Diese Kommission präsentierte 1993 einen Bericht, der 1995 zu einer Reform der Berufungsverfahren und 1997 zur Einsetzung einer unabhängigen Gutachter-Kommission führte.
Gegen führende Polizeibeamte der Vernehmungen von 1974 und 1975 wurde ein Ermittlungsverfahren wegen Meineides und Verschwörung eingeleitet. Es kam jedoch nie zu einer Anklageerhebung.